# Nabihah Iqbal
Nabihah Iqbal (* 1988 in London, England) ist eine britische Musikerin, Komponistin, Sängerin und DJ.

## Leben
Nabihah wuchs als ältestes von sechs Kindern pakistanischer Eltern in London auf. Dort absolvierte sie auch ein Studium an der School of Oriental and African Studies in Geschichte und Musikethnologie, bevor sie nach Cambridge ging, um dort im Master-Studiengang sich auf die Geschichte Südafrikas zu spezialisieren. Bevor sie für ein Rechtspraktikum nach Südafrika ging, absolvierte sie ein Zusatzstudium in London. Nach der Zulassung als Rechtsanwältin arbeitete sie im Bereich der Menschenrechte.
Später begann sie, eigene Musik zu komponieren und aufzunehmen. 2013 erschien unter dem Pseudonym Throwing Shade ihre erste EP Mystic Places auf dem Label Ominira von Kassem Mosse. Später folgten weitere Veröffentlichungen, darunter 2015 die EP House of Silk auf dem Londoner Independent-Label Ninja Tune. Parallel trat sie auch als DJ und Radiomoderatorin unter anderem bei NTS Radio in Erscheinung.
Auf ihrem 2017 auf Ninja Tune veröffentlichten Debütalbum Weighing of the Heart stammen sämtliche Instrumental- und Vokalaufnahmen von ihr selbst. Seit der Veröffentlichung des Albums nutzt Iqbal ihren bürgerlichen Namen.
2023 erschien ihr zweites Album Dreamer, ebenfalls auf Ninja Tune.

## Diskografie
Alben
- 2017: Weighing of the Heart (Ninja Tune)
- 2023: Dreamer (Ninja Tune)